# Erik Rutan
Erik Rutan est un guitariste et chanteur de death metal américain né le 10 juin 1971.

## Biographie
Il commence sa carrière avec le groupe Ripping Corpse en 1989 et, après un album enregistré, il rejoint le groupe de death metal, Morbid Angel. Il joue sur l'album Domination puis, à la même période que David Vincent, il quitte le groupe.
En 1998, il réintègre Morbid Angel et monte son propre groupe Hate Eternal, où il tient aussi le chant. En 2002, il préfère se consacrer à plein temps à Hate Eternal et quitte Morbid Angel.
Il revient pourtant une troisième fois au sein de Morbid Angel, de 2006 à 2007, pour assurer quelques concerts quand le groupe n'avait plus de guitariste.
En 2021, il rejoint Cannibal Corpse comme guitariste.

### Avec Ripping Corpse
- Dreaming with the Dead (1991)

### AvecMorbid Angel
- Domination (1995)
- Entangled in Chaos (1996)
- Gateways to Annihilation (2000)

### AvecAlas
- Absolute Purity (2001)

### AvecHate Eternal
- Conquering the Throne (1999)
- King of All Kings (2002)
- I,Monarch (2005)
- Fury & Flames (2008)
- Hate Eternal (Live in London) (2010)
- Phoenix Amongst the Ashes (2011)
- Infernus (2015)
- Upon Desolate Sands (2018)

### AvecCannibal Corpse
- Violence Unimagined (2021)
- Chaos Horrific (2023)